# Горела (притока Віледи)
Горела - річка в Росії, тече по території Вілегодського району Архангельської області. Гирло річки знаходиться за 119 км на правому березі річки Вілєдь. Довжина річки складає 10 км  .

## Дані водного реєстру
За даними державного водного реєстру Росії відноситься до Двінсько-Печорського басейнового округу, водогосподарська ділянка річки - Вичегда від міста Сиктивкар і до гирла, річковий підбасейн річки - Вичегда. Річковий басейн річки - Північна Двіна.
Код об'єкта в державному водному реєстрі - 03020200212103000024723.